# 王幸生
王幸生（1908年—1974年10月26日），祖籍浙江宁波。中国近代企业家。

## 生平
幼年进入日本神户华侨小学读书，之后转入上海南洋中学就读。高中毕业后返日本，进入关西学院深造。其间接触马克思主义学说，成为旅日华侨中的激进分子。1932年，为实现实业救国理想重返上海，最初在瑞和坩埚厂任职，后筹创中央化学玻璃厂，任厂长。1937年日本侵占上海后，滞留上海继续经营玻璃厂，秘密将产品运往抗日后方。1945年日本投降后，国民党当局计划对其以汉奸罪起诉，他逃至香港，筹创远东玻璃有限公司。1948年，加入中国民主促进会。1949年5月，应中国共产党邀请回解放区观光。7月抵北平，随后王幸生受陈云委派，赴沈阳开拓玻璃工业，投资创办新中国玻璃厂。抗美援朝期间来太原，投资兴办中元玻璃厂。1953年，中元厂实行公私合营，任生产副厂长。1959年出席全国群英会，并当选为第三届全国人大代表。文化大革命期间受到迫害。1974年10月26日含冤病逝。十一届三中全会后平反。生前著有《炉前漫谈》一书传世。